# Courbe hypsométrique

Courbe hypsométrique de la Terre sous forme d'histogramme.

Une courbe hypsométrique est un histogramme ou une fonction de répartition empirique des élévations pour une zone géographique. Il existe des différences de courbes hypsométriques entre les paysages car les processus géomorphiques qui façonnent le paysage peuvent être différents. Elle est utile pour l'étude de l'hypsométrie, la mesure de l'élévation des terres par rapport au niveau de la mer,. La bathymétrie est l'équivalent pour la topographie du sol de la mer.
Lorsqu'elle est dessinée sous forme d'histogramme à 2 dimensions, une courbe hypsométrique affiche l'élévation en ordonnées et la zone de terrain correspondante en abscisses.
La courbe peut également être représentée sous une forme non dimensionnelle ou normalisée en mettant à l'échelle l'élévation et la surface par les valeurs maximales. La courbe hypsométrique non dimensionnelle fournit à un hydrologue ou à un géomorphologue un moyen d'évaluer la similitude des bassins versants. L'intégrale hypsométrique est une mesure récapitulative de la forme de la courbe hypsométrique.
Dans l'article original sur ce sujet, Arthur Strahler propose une courbe contenant trois paramètres pour s'adapter à différentes relations hypsométriques: 
{\displaystyle y=\left[{\frac {d-x}{x}}\cdot {\frac {a}{d-a}}\right]^{z}} ,
où a, d et z sont des paramètres d'ajustement. Des recherches ultérieures utilisant des modèles d'évolution de paysage bidimensionnels ont remis en question l'applicabilité générale de cet ajustement, ainsi que la capacité de la courbe hypsométrique à gérer les effets dépendant de l'échelle.

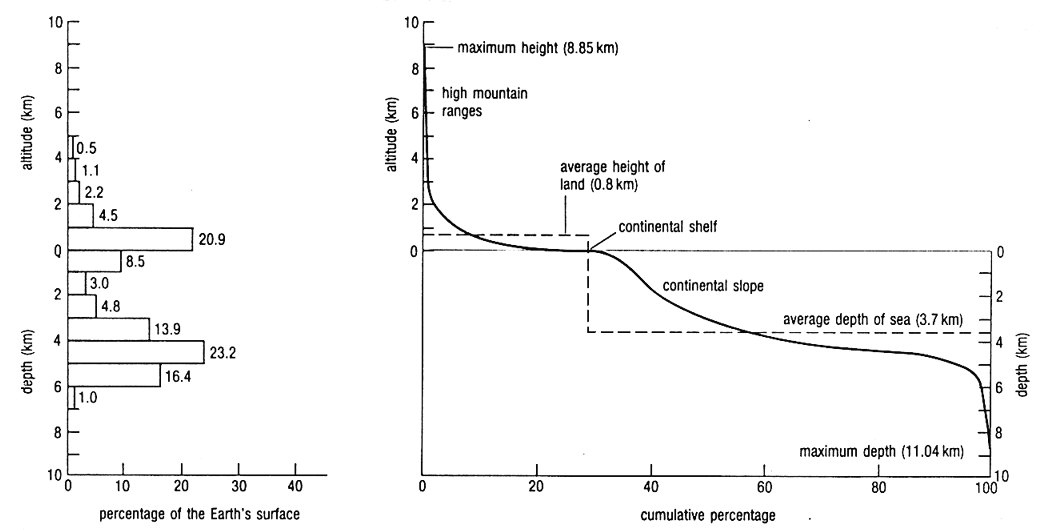
Hypsographie de la Terre. On observe deux pics d'élévation, l'un pour les continents et l'autre pour les fonds océaniques.